# Carpanthea calendulacea
Carpanthea calendulacea là một loài thực vật có hoa trong họ Phiên hạnh. Loài này được (Haw.) L.Bolus mô tả khoa học đầu tiên năm 1950.